# Ángel Eduardo Escalante García
Ángel Eduardo Escalante García (10 de marzo de 1968, Barquisimeto, Lara, Venezuela) es un pintor reconocido por ser uno de los máximos exponentes del hiperrealismo en Venezuela. Además, en el año 2000 gana el premio Artista Plástico del año en su XI edición de los Premios Cohaeri.

## Biografía
Comienza sus estudios en la YMCA de San Bernardino, Caracas con 10 años de edad. Luego finaliza sus estudios en la Escuela de Artes Plásticas Cristóbal Rojas y después en la Escuela de Artes Plásticas Martín Tovar y Tovar.
En su trayectoria ha logrado convertirse en uno de los máximos exponentes del híper-realismo en Venezuela, donde plasma sobre el lienzo paisajes, marinas, bodegones y figuras humanas, combinándose con un sinnúmero de materiales de forma armoniosa.
Algunas de sus obras han sido expuestas en galerías venezolanas como: Galería Marco Antonio, el museo del béisbol venezolano (Exposición Jonrón Crepuscular 2007), Galería Villalón, entre otras. '
Retrato de Bolívar es una pintura que reposa en la Ciudad del Vaticano como una joya de colección del Papa Juan Pablo II. Obra entregada por Alberto Galíndez, gobernador de Cojedes, en el año 2000[cita requerida]. Luego de haber ganado el premio nacional e Internacional por la Excelencia “Coaheri de Oro” como Artista Plástico del año en su XI Edición.